# Ignazio Michele Crivelli
Ignazio Michele Crivelli (né le 30 septembre 1698 à Crémone en Lombardie (Italie) et mort le 29 février 1768 à Milan) est un cardinal italien du XVIIIe siècle.
Il est l'oncle du cardinal Carlo Crivelli (1801).

## Biographie
Ignazio Michele Crivelli étudie à l'université La Sapienza de Rome et est vice-légat à Ferrare, gouverneur de Spolète, commissaire apostolique de Bénévent et inquisiteur de Malte. 
En 1739 il est nommé archevêque titulaire de Césarée-en-Cappadoce (de) et nonce apostolique à Cologne, puis nonce apostolique en Flandre (en) en 1744 et en Autriche (en) en 1753.
Le pape Clément XIII le crée cardinal lors du consistoire du 24 septembre 1759. Le cardinal Crivelli est nommé légat apostolique de Romandiola en 1761.
Il est mort dans la maison de son frère le comte Stefano Gaetano à Milan

### Sources
- Fiche du cardinal sur le site fiu.edu